# Mariany Nonaka
Mariany Mayumi Nonaka (São Paulo, 22 de fevereiro de 1988) é uma ex-mesatenista brasileira. Participou de duas edições de Jogos Olímpicos.

## Biografia
Aos nove anos, jogava pingue-pongue em um clube japonês, quando foi descoberta. Em 2001, já era campeã sul-americana individual e por equipes. Em 2002, foi campeã sub-16 no Aberto dos Estados Unidos.  No mesmo ano, foi medalha de ouro nos Jogos Sul-Americanos do Brasil por equipes, junto com  Lígia Silva e Natália Barreira.
Em 2003, passou a morar em Piracicaba, onde treinou com a seleção brasileira. No mesmo ano, foi campeã do Campeonato Latino-Americano Sub-18, em Cuba. Esteve nos Jogos Pan-Americanos de 2003, em Santo Domingo, tendo como principal momento a vitória sobre a cubana Anis Leye.
Competiu nos Jogos Olímpicos de Verão de 2004, em Atenas. Jogou em duplas com Lígia Silva, perdendo na primeira rodada para as tchecas Renata Strbikova e Alena Vachovcova.
Esteve nos Jogos Pan-Americanos de 2007, no Rio de Janeiro. Chegou até as quartas de final por equipes e ficou na primeira fase durante o individual. Nos Jogos Olímpicos de Verão de 2008, em Pequim, perdeu para a lituana Ruta Paskauskiene.

Após deixar o esporte, dedicou-se à advocacia. Em 2021, ocupava a função de advogada do Comitê Olímpico do Brasil.